# Département de General Alvear (Corrientes)
Pour les articles homonymes, voir General Alvear.
Le département de General Alvear est une des 25 subdivisions de la province de Corrientes, en Argentine. Son chef-lieu est la ville de Alvear.
Le département a une superficie de 1 954 km2. Sa population s'élevait en 2001 à 8 147 habitants.

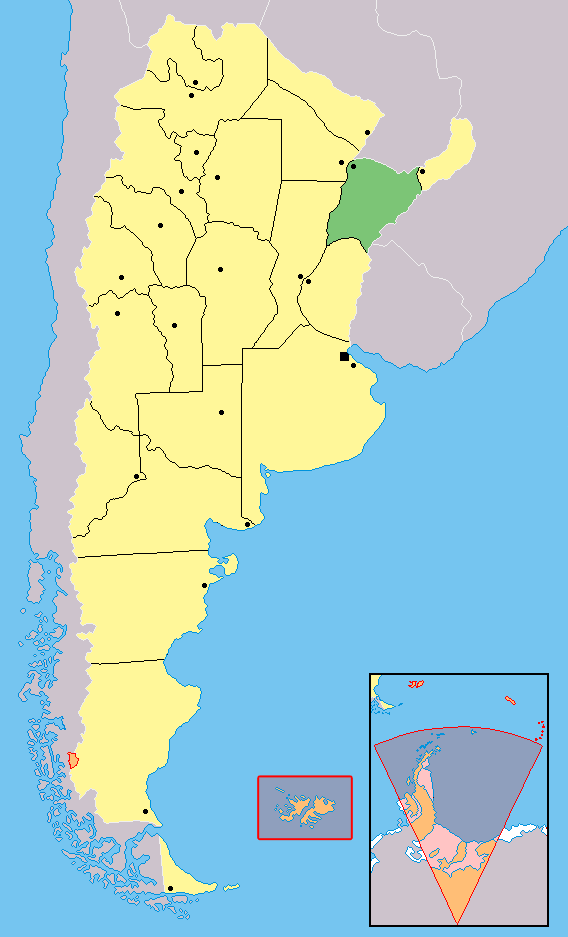
Localisation de la province de Corrientes en Argentine.